# Augustus John Schwertner
Augustus John Schwertner (* 23. Dezember 1870 in Canton, Ohio, USA; † 2. Oktober 1939 in Wichita, Kansas, USA) war Bischof von Wichita.

## Leben
Augustus John Schwertner empfing am 12. Juni 1897 durch Bischof Ignatius Frederick Horstmann das Sakrament der Priesterweihe für das Bistum Cleveland. Am 15. April 1910 wurde er in das an diesem Tag errichtete Bistum Toledo inkardiniert.
Am 10. März 1921 ernannte ihn Papst Benedikt XV. zum Bischof von Wichita. Der Bischof von Toledo, Joseph Schrembs, spendete ihm am 8. Juni desselben Jahres die Bischofsweihe; Mitkonsekratoren waren der Bischof von Detroit, Michael James Gallagher, und der Bischof von Denver, John Henry Tihen. Am 22. Juni 1921 erfolgte die Amtseinführung in der Cathedral of the Immaculate Conception in Wichita, Kansas.